# Clint Barton (Marvel Cinematic Universe)
Clint Barton è un personaggio interpretato da Jeremy Renner nel media franchise del Marvel Cinematic Universe (MCU), basato sull'omonimo personaggio di Marvel Comics e comunemente noto con il suo alias originale, Occhio di Falco (Hawkeye). 
Si tratta di un abile agente armato di un arco compound, inizialmente affilato allo S.H.I.E.L.D. e successivamente tra i membri fondatori degli Avengers. Dopo la perdita della sua famiglia nel Blip causato da Thanos, diventa un vigilante e smantella violentemente la criminalità organizzata sotto il nome di Ronin finché lui e gli Avengers non annullano il Blip facendo tornare in vita tutte le persone morte a causa dell'evento. Nonostante il suo tentativo di ritirarsi dall'attività supereroistica, il tempo trascorso da Barton nei panni di Ronin gli causa continui conflitti con vari elementi della criminalità organizzata e inizia a fare da mentore ad una ragazza di nome Kate Bishop.
Barton è apparso per la prima volta in un breve cameo nel film Thor (2011), ma è diventato una figura centrale del MCU, apparendo in cinque film al 2022 e ottenendo un ruolo da protagonista nella miniserie televisiva Hawkeye (2021).
Versioni alternative di Barton appaiono nella serie animata What If...? (2021), dove Renner riprende il ruolo.

## Biografia del personaggio

### Agente dello S.H.I.E.L.D.
Figlio di una donna di nome Edith, Barton diventa un agente dell'organizzazione S.H.I.E.L.D., eccellendo in particolar modo con il tiro con l'arco, dimostrando una mira pressoché infallibile. Durante una missione, Clint viene incaricato di uccidere la spia russa Natasha Romanoff, ma, accorgendosi della sua condizione tragica, decide di risparmiarla e la convince a diventare a sua volta un'agente dello S.H.I.E.L.D.. I due stringono un profondo rapporto di amicizia; durante una missione a Budapest, cercano di uccidere il generale Dreykov, responsabile di un traffico mondiale di bambine e ragazze (tra cui la stessa Natasha e sua sorella Yelena). Barton si sposa a un certo punto con un'ex membro dello S.H.I.E.L.D., Laura, la quale si ritira in una fattoria del Missouri per crescere i loro figli, Cooper e Lila. Solo pochissime persone sono a conoscenza della famiglia di Barton, tra cui Natasha e Nick Fury, il quale assiste Barton nella costruzione della fattoria.
Nel 2010, Barton viene inviato in missione nel Nuovo Messico per sorvegliare un misterioso martello impossibile da spostare, Mjolnir. Quando Thor fa irruzione nella base nel tentativo di recuperare l'arma, Barton lo tiene sotto tiro ma non lo colpisce.

### Battaglia di New York
Nel 2012, Barton lavora presso una struttura di ricerca dello S.H.I.E.L.D. con Fury quando Loki arriva e usa il suo scettro contenente una misteriosa gemma per porre Barton sotto il suo controllo e rubare il Tesseract. Si recano a Stoccarda, dove Barton ruba l'iridio necessario per stabilizzare la potenza del Tesseract. Loki si lascia catturare e portare nell'elivelivolo dello S.H.I.E.L.D. che Barton attacca insieme ad altri agenti controllati da Loki. A bordo del velivolo, Barton combatte Romanoff, che lo mette fuori combattimento e liberandolo dal controllo di Loki. Clint si incolpa per l'accaduto, ma accetta la proposta di Natasha e di Steve Rogers di unirsi alla neonata squadra degli Avengers con loro due, Tony Stark, Bruce Banner e Thor. Il gruppo si dirige a New York per combattere l'esercito dei chitauri di Loki e mettere in salvo i cittadini; durante la battaglia, Barton salva senza saperlo una bambina di nome Kate Bishop. Dopo aver sconfitto i chitauri, la squadra arresta Loki, che viene riportato ad Asgard con Thor e il Tesseract; dopodiché, Barton se ne va con Romanoff.

### Battaglia di Sokovia
Nel 2015, Barton e gli Avengers attaccano una struttura dell'Hydra a Sokovia per recuperare lo scettro di Loki; la squadra affronta i gemelli Pietro e Wanda Maximoff, associati dell'Hydra, e Pietro ferisce Barton, il quale viene curato dalla dottoressa Helen Cho al ritorno della Torre degli Avengers. Alla festa celebrativa prima del ritorno di Thor ad Asgard, Barton viene presentato a James Rhodes e Sam Wilson e cerca inutilmente di sollevare Mjolnir. Durante la festa, Ultron prende il controllo di un'armatura di Stark e attacca il gruppo, prima di scappare con lo scettro. Il gruppo segue Ultron a Johannesburg, dove quasi tutti gli Avengers vengono scombussolati dall'incanto mentale di Wanda Maximoff; Barton, unico rimasto illeso insieme a Tony, porta i compagni nella sua fattoria dove presenta loro la sua famiglia. Fury li raggiunge poco dopo, incitandoli a fermare Ultron.
Barton si reca con Romanoff e Rogers a Seul per impedire a Ultron di caricarsi in un corpo in vibranio alimentato dalla Gemma della Mente, riuscendo nel piano nonostante Natasha venga catturata. Il corpo viene rianimato da Stark, Banner e Thor come un androide senziente di nome Visione e la squadra rintraccia il segnale di Romanoff in Sokovia, luogo dove Ultron intende lanciare il suo attacco all'umanità. Gli Avengers si uniscono insieme a Visione, Rhodes e ai gemelli Maximoff (passati dalla parte della squadra dopo aver scoperto i piani genocidi di Ultron) per combattere Ultron e il suo esercito di robot; nello scontro, Barton combatte insieme a Natasha e incita Wanda a trovare il coraggio di usare il suo potere per combattere. Mentre Clint salva un bambino, viene quasi colpito da un robot, e viene protetto da Pietro Maximoff, il quale muore al suo posto. Dopo la battaglia, Barton si ritira per passare del tempo con la sua famiglia e Laura partorisce un terzo figlio che chiamano Nathaniel Pietro, in onore di Pietro Maximoff.

### Gli accordi di Sokovia
Nel 2016, Barton viene convinto a schierarsi con Rogers per opporsi agli accordi di Sokovia, che porterebbero gli Avengers a sottomettersi al governo; si occupa di reclutare per la loro causa anche Maximoff e Scott Lang. Il gruppo va all'aeroporto di Lipsia-Halle in Germania con Rogers, Wilson e Bucky Barnes, ma entra in conflitto con la squadra capitanata da Stark (composta da Rhodes, Romanoff, Peter Parker, T'Challa e Visione), che invece è favorevole all'accordo. Barton si scontra con Romanoff e accetta di farsi arrestare con i compagni per permettere a Rogers e Barnes di fuggire. Clint viene portato con Lang, Wilson e Maximoff in una prigione di massima sicurezza, dove affronta rabbiosamente Tony quando visita la struttura. Successivamente, Rogers fa ritorno con Romanoff per far evadere i compagni, ma Barton decide di rimanere con Lang in carcere, così da patteggiare un accordo con il governo e ottenere gli arresti domiciliari, in modo da rimanere con le loro famiglie.

### Ronin e il viaggio nel tempo
Nel 2018, Barton è ancora agli arresti domiciliari. Mentre si gode un picnic con la sua famiglia, la moglie e i figli svaniscono improvvisamente, vittime del Blip di Thanos. Sconvolto dal dolore, Barton assume i panni di Ronin, un vigilante indossante un costume da ninja, e inizia a dare la caccia ai membri della criminalità organizzata in tutto il mondo, uccidendoli con una katana in quanto ritiene che sarebbero dovuti morire al posto delle persone innocenti come la sua famiglia. A un certo punto, a New York, attacca la mafia in tuta ed elimina molti dei suoi membri, tra cui William Lopez; così facendo, si inimica Maya Lopez e Wilson Fisk, rispettivamente figlia e capo dell'uomo. Rhodes e Natasha cercano più volte di rintracciarlo, senza successo.
Nel 2023, Barton si reca a Tokyo per colpire la Yakuza e viene avvicinato e rincuorato da Natasha, la quale lo informa che gli Avengers hanno scoperto un modo per viaggiare nel tempo attraverso il Regno Quantico, così da invertire gli effetti del Blip recuperando le Gemme dell'Infinito dal passato. Barton torna alla base degli Avengers e si offre volontario per testare il dispositivo per viaggiare nel tempo, non avendo nulla da perdere. Visita per pochi istanti la sua fattoria e sente la voce di sua figlia, prima di tornare nel presente. Successivamente, la squadra si suddivide in piccoli gruppi per prendere le Gemme da vari periodi temporali e Barton e Romanoff viaggiano nel 2014 su Vormir, dove si trova la Gemma dell'anima.
I due sono accolti da Teschio Rosso, il quale li informa che, per ottenere la Gemma dell'anima, bisogna sacrificare una persona amata. Barton intende immolarsi, ma viene fermato da Romanoff. I due hanno uno scontro ed è Natasha a lanciarsi dalla rupe, uccidendosi e permettendo a Clint di ottenere la Gemma. Barton, distrutto, tornato al presente piange la scomparsa dell'amica con gli altri Avengers, dopodiché Banner usa le Gemme per invertire gli effetti del Blip, riportando in vita anche la famiglia di Barton. La base viene attaccata da una versione di Thanos e del suo esercito provenienti dal 2014; Clint riesce a proteggere le Gemme dagli alieni prima di passarlo a T'Challa e assiste al sacrificio di Stark per distruggere gli avversari. Dopo la battaglia, Barton si riunisce con la sua famiglia, partecipando con loro al funerale di Tony. Al termine della cerimonia, si conforta reciprocamente con Wanda per le loro perdite di Natasha e Visione.

### Incontro con Kate Bishop
Un anno dopo, Barton accusa una sordità quasi parziale a causa delle ferite riportate negli anni passati, pertanto indossa un apparecchio acustico e cerca di apprendere la lingua dei segni. Mentre è ancora traumatizzato per la morte di Natasha, Clint porta i figli a New York poco prima di Natale per vedere un musical di Broadway ispirato alle avventure degli Avengers. Barton scopre tramite il telegiornale che qualcuno ha acquistato la sua vecchia divisa di Ronin ed è in conflitto con la mafia in tuta; rintraccia la persona e scopre che si tratta di una giovane donna, Kate Bishop, diventata un'abile arciera e combattente in quanto ispirata da Barton quando la salvò casualmente anni addietro, durante la battaglia di New York. Kate viene perseguitata dai mafiosi in tuta, che pensano sia lei Ronin, quindi Clint rimanda i suoi figli a casa per occuparsi della questione. Nonostante Clint voglia
lavorare da solo, si trova ad accettare Kate come partner e i due stringono un rapporto confidenziale e amichevole mentre indagano sui mafiosi in tuta e Maya Lopez. A queste minacce si aggiunge quella di Yelena Belova, sorella di Natasha, che accusa Barton della morte di Romanoff e intende pertanto ucciderlo. Barton arriva a confrontarsi con Lopez rivelandole di essere lui Ronin e che è stato Fisk, il capo di Lopez, ad aver tradito il padre della donna facendolo uccidere da Barton. Clint e Kate scoprono che Eleanor Bishop, la madre di Kate, lavora per Fisk, seppur ora intende mollare; la vigilia di Natale, i due riescono a salvare Eleanor dalle mira di Fisk, poi la fanno arrestare e sconfiggono i mafiosi in tuta. Barton viene affrontato da Yelena e dopo averle spiegato le cause della morte di Natasha, quest'ultima sceglie di risparmiarlo, capendo che la morte della sorella non è stata colpa sua. Clint invita Kate, rimasta da sola, a venire a casa sua per trascorrere il Natale con la sua famiglia, bruciando insieme a lei la divisa di Ronin per separarsi definitivamente con il suo passato criminale.

## Versioni alternative
Diverse versioni alternative di Barton sono apparse nella serie animata What If...?, dove Renner riprende il ruolo.

### Incontro con Captain Carter
In un 2012 alternativo, Barton e Fury incontrano Captain Carter che arriva da un portale aperto dal Tesseract.

### Morte degli Avengers
In un 2011 alternativo, Barton viene incastrato per avere ucciso Thor nel Nuovo Messico da Hank Pym, il quale lo forza a sparare accidentalmente a Thor. Pym uccide poi Barton nella sua cella di detenzione.

### Epidemia di zombi
In un 2018 alternativo, Barton va con gli Avengers a San Francisco per affrontare un virus quantico che trasforma le persone in zombi, ma viene infettato e tende un'imboscata ai sopravvissuti alla Grand Central Station insieme a un Wilson zombificato, infettando Happy Hogan.
Successivamente, lui e gli altri zombi vengono trasportati dal dottor Strange supremo verso un'altra dimensione per distrarre Ultron, ma vengono uccisi dopo che Ultron usa le gemme dell'infinito per cancellare il pianeta.

### Vittoria di Ultron
In un 2015 alternativo, Barton e Romanoff diventano gli unici sopravvissuti a un evento catastrofico causato da Ultron. Il suo braccio destro viene sostituito da uno robotico e lui e Romanoff si recano a Mosca alla ricerca di un codice analogico che potrebbe essere in grado di spegnere l'IA di Ultron. Successivamente, si dirigono alla base siberiana dell'Hydra e individuano una copia della mente di Arnim Zola, che sperano di caricare nella mente alveare di Ultron ed eliminarlo. Questo piano però fallisce poiché Ultron non era nel loro universo, spingendo Barton a sacrificarsi di fronte alle sentinelle di Ultron per far fuggire Romanoff e Zola.

## Caratterizzazione

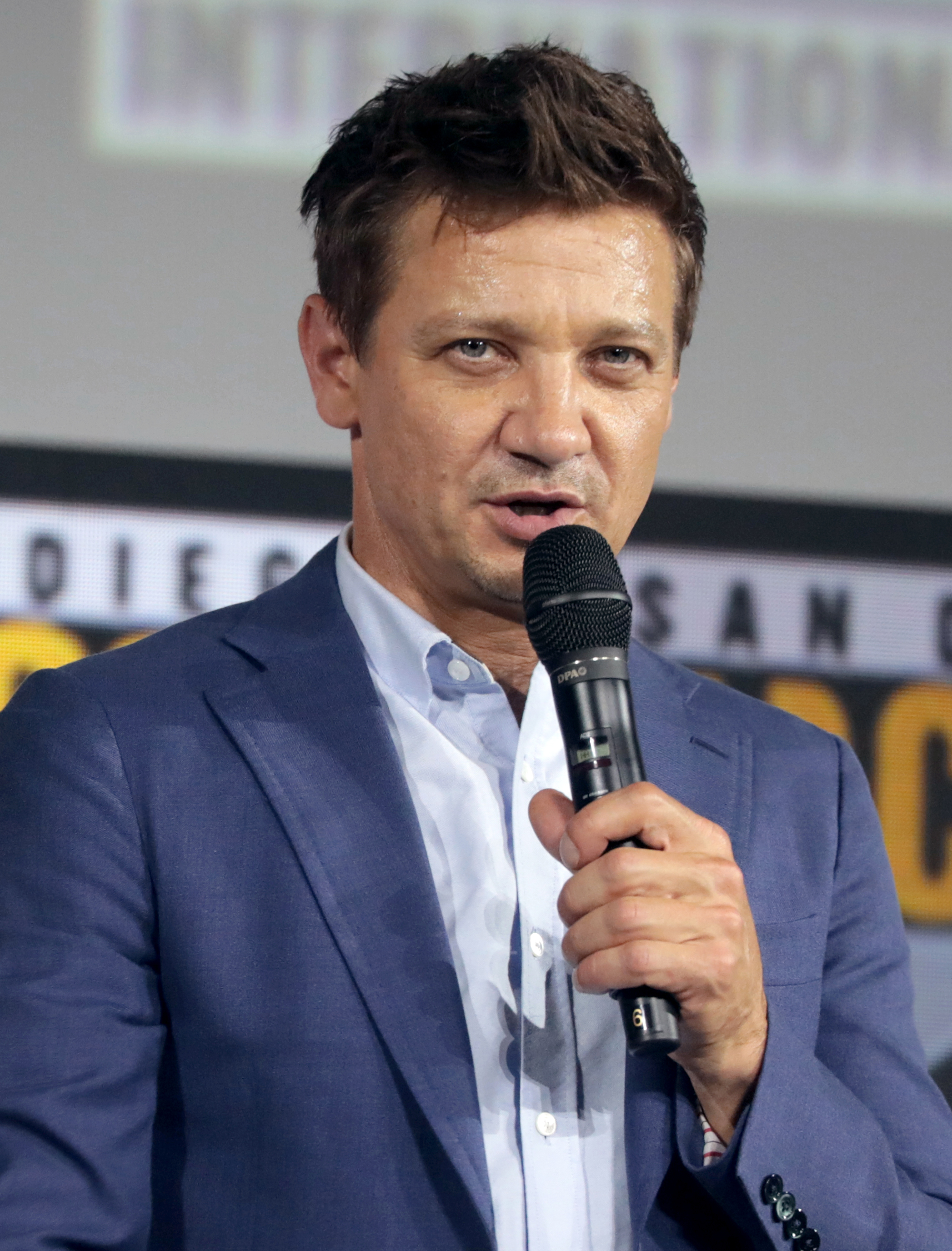
Jeremy Renner al San Diego Comic-Con del 2019 per la presentazione di Hawkeye.

Il ruolo di maestro arciere che lavora come agente per lo S.H.I.E.L.D., è un ruolo molto fisico a detta di Renner, il quale si è dovuto allenare fisicamente e ha praticato il tiro con l'arco il più possibile. Riguardo al ruolo, Renner ha detto: "Quando ho visto Iron Man, ho pensato che fosse un approccio davvero sfacciato ai supereroi. Poi mi hanno parlato di questo personaggio di Occhio di Falco e mi è piaciuto come non fosse davvero un supereroe; è solo un ragazzo con un alto set di abilità. Potrei connettermi a quello". Riguardo alla mentalità da cecchino di Occhio di Falco, Renner ha detto: "È un giocatore solitario. È un emarginato. La sua unica connessione è con il personaggio di Scarlett, Natasha. È come la cosa della mano sinistra/destra, coesistono e tu hai bisogno di entrambe, soprattutto quando si tratta di una missione fisica". Renner ha detto che Occhio di Falco non è insicuro riguardo alla sua umanità, ma "al contrario, è l'unico che può davvero abbattere Hulk con le sue frecce [tranquillanti]. Conosce i suoi limiti. Ma quando si arriva al punto, deve esserci un senso di fiducia in qualsiasi supereroe". Renner ha guadagnato 2-3 milioni di dollari per il suo ruolo in The Avengers.
Renner sarebbe dovuto apparire nel film del 2014 Captain America: The Winter Soldier in un cameo in cui catturava Steve Rogers per poi lasciarlo fuggire, ma è stato tagliato dal film dai registi a causa dell'impegno dell'attore in altri progetti durante il periodo delle riprese.
Whedon ha osservato che Occhio di Falco interagisce maggiormente con gli altri personaggi in Age of Ultron, al contrario del primo film del franchise in cui il personaggio passa gran parte della storia sotto il controllo di Loki. Dal momento che Barton non appare in nessun altro film della Fase Due, Whedon ha dichiarato che Age of Ultron avrebbe fatto luce su quello che il personaggio ha fatto dopo la fine di The Avengers. Renner ha scritto il personaggio come "una specie di solitario" e "un giocatore di squadra solo perché in qualche modo deve esserlo. Non è propriamente un uomo di compagnia come lo è Captain America. In Age of Ultron si capirà perché Occhio di Falco la pensa come lui".
Nel marzo 2015, è stato rivelato che Renner avrebbe ripreso il ruolo di Barton in Captain America: Civil War. Riguardo ai motivi per cui il personaggio si sarebbe unito alla squadra di Rogers, Renner ha detto che "Cap è stato il primo a chiamarlo. Vuole solo fare il lavoro così da poter tornare a casa dalla sua famiglia". Inoltre, Barton si sente in obbligo a schierarsi con Scarlet Witch in quanto suo fratello Pietro si è sacrificato per salvare Clint in Age of Ultron. L'attore ha affermato di essere contento di comparire insieme alla squadra e di non aspirare particolarmente a fare un film da solista su Barton, ritenendo che l'utilità del personaggio sta nel fatto che può spostarsi negli universi di altri eroi.
Stephen McFeely ha descritto la svolta oscura di Barton in Avengers: Endgame come "un buon esempio di persone che hanno avuto storie molto più forti dopo lo schiocco". L'apertura del film, che presenta la disintegrazione della famiglia di Barton, inizialmente doveva essere mostrata in Infinity War dopo lo schiocco di Thanos, ma è stata spostata in Endgame, in quanto, come spiegato da Markus, avrebbe "attenuato la brutalità dell'azione di Thanos". Joe Russo ha ritenuto che fosse "una scena molto tragica con cui aprire il film. È una delle poche scene del film che mi fa davvero venire i brividi quando la guardo, perché penso alla mia stessa famiglia... E poi pensi cosa ti accadrebbe, come padre. Diventeresti molto autodistruttivo". Renner, come Barton, fa un cameo vocale non accreditato in Black Widow (2021).
Nell'aprile 2019, emersero alcune indiscrezioni relative ad una miniserie incentrata sul personaggio di Barton in fase di sviluppo, e che la trama sarebbe stata incentrata sul passaggio del ruolo di Occhio di Falco da Barton a Kate Bishop. La serie è stata ufficialmente annunciata al San Diego Comic-Con del 2019, ed è stato confermato che sarebbe stata ambientata dopo gli eventi di Avengers: Endgame. Hawkeye è stato presentato per la prima volta nel novembre 2021, con Jonathan Igla come showrunner. Nel settembre 2019, Hailee Steinfeld è stata annunciata come interprete di Kate Bishop. La serie esplora ulteriormente il tempo passato da Barton come Ronin; Renner ha detto che l'incontro con Kate Bishop porta "un assalto di problemi" nella vita di Barton, poiché non capisce l'ossessione che la ragazza ha per lui.

## Concezione e sviluppo
Barton, con l'alter ego di Occhio di Falco, è stato introdotto per la prima volta come cattivo nei fumetti Marvel in Tales of Suspense n. 57 (settembre 1964). Dopo altre due apparizioni come cattivo in Tales of Suspense n. 60 e n. 64 (dicembre 1964 e aprile 1965), Occhio di Falco si unì ai Vendicatori in Avengers n. 16 (maggio 1965), diventando poi un membro perenne della squadra.
A metà degli anni 2000, Kevin Feige si rese conto che la Marvel possedeva ancora i diritti sui membri principali dei Vendicatori, tra cui Barton. Feige, un sedicente "fanboy", immaginava di creare un universo condiviso proprio come avevano fatto Stan Lee e Jack Kirby con i loro fumetti nei primi anni '60. Dopo aver inizialmente offerto il ruolo di Barton a Jensen Ackles, che aveva fatto un provino per la parte di Capitan America, la Marvel ha assunto Jeremy Renner per interpretare il personaggio sullo schermo.
Gran parte del background e della caratterizzazione di Clint nel Marvel Cinematic Universe è stato ispirato alla sua incarnazione dei fumetti Ultimate Marvel, in particolare il fatto che fosse un agente dello S.H.I.E.L.D. e che avesse, segretamente, una moglie e tre figli. La sua storia di origine di Terra-616 che vede il personaggio come artista circense ed ex criminale addestrato da Spadaccino non è stata adattata, sebbene diversi elementi di questa versione siano stati implementati nel personaggio come i percorsi che lo portano ad indossare i panni di Ronin e richiedere degli apparecchi acustici. La sua storia e la sua caratterizzazione nella serie televisiva Hawkeye sono state principalmente influenzate dalla serie a fumetti sul personaggio di Matt Fraction del 2012.

## Accoglienza
Polly Conway di Common Sense Media ha definito Barton un modello positivo in Hawkeye , scrivendo: "Il duro lavoro, la perseveranza e il coraggio sono tutti temi chiari. Non sei definito esclusivamente dalle tue scelte e dai tuoi errori passati. [...] Anche se devono fare molti sacrifici, gli eroi combattono per un bene superiore. Dimostrano coraggio, lavoro di squadra e perseveranza". Michael Walsh di Collider ha incluso Barton nella lista dei "10 migliori personaggi senza poteri nel MCU", dicendo: "Clint è facilmente il più radicato degli Avengers, opera senza superpoteri e con una famiglia amorevole che aspetta il suo ritorno a casa alla fine di ogni missione”. Chris E. Hayne di GameSpot ha classificato Barton al 18º posto nella lista dei "38 Supereroi del Marvel Cinematic Universe", scrivendo: "Sebbene sia uno degli Avengers originali, è anche il membro meno spettacolare della squadra. Detto questo, la miniserie Hawkeye su Disney+ ha riabilitato molto il personaggio e, osiamo dire, Clint ci mancherà se andrà davvero in pensione". Bradley Prom di Screen Rant ha classificato Barton al 6º posto nella lista delle "10 migliori spie e agenti segreti", affermando che "la sua competenza con l'arco e le frecce è ciò che lo distingue e lo rende così letale".
Samy Amanatullah di Screen Rant ha descritto l'interpretazione di Barton da parte di Renner come una delle decisioni di casting che hanno aiutato il MCU, affermando che "Renner canalizza la giusta quantità di cinismo e serietà per contemporaneamente zittire le critiche dei fan, riconoscere la ridicolaggine della premessa e in qualche modo rendersi riconoscibile". Kaitlin Thomas di TVLine ha trovato la rappresentazione che Renner dà a Barton in Hawkeye divertente e di intrattenimento, affermando: "La performance di Renner in Hawkeye, sia che interpreti il ruolo di un papà stanco, sia che lanci battute inaspettate con precisione millimetrica, sia che faccia ridere gli spettatori nei panni di un uomo esasperato che partecipa a un evento LARPing a New York City, eleva la serie oltre la tesi di base di un uomo diviso tra la sua famiglia e fare la cosa giusta". Johnny Hoffman di MovieWeb ha classificato l'interpretazione di Renner nella serie Hawkeye al settimo posto nella lista delle migliori performance dell'attore, scrivendo che "in Hawkeye, Renner dimostra di essere in grado di sostenere una serie di supereroi tramite la sua interpretazione e fisicità. [...] Renner si lancia in una serie di emozioni durante la serie e dimostra di essere una delle più grandi star d'azione in attività".

### Riconoscimenti
| Anno | Opera                      | Premio                 | Categoria                              | Risultato | Riferimenti |
| ---- | -------------------------- | ---------------------- | -------------------------------------- | --------- | ----------- |
| 2013 | The Avengers               | People's Choice Awards | "Alchimia" preferita in un film        | Candidato | [ 40 ]      |
| 2013 | The Avengers               | MTV Movie Awards       | Miglior combattimento                  | Vincitore | [ 41 ]      |
| 2016 | Captain America: Civil War | Teen Choice Awards     | Miglior intesa in un film              | Candidato | [ 42 ]      |
| 2017 | Captain America: Civil War | Kids' Choice Awards    | #Squad                                 | Candidato | [ 43 ]      |
| 2019 | Avengers: Endgame          | Saturn Awards          | Miglior attore non protagonista        | Candidato | [ 44 ]      |
| 2022 | Hawkeye                    | Kids' Choice Awards    | Attore televisivo preferito (famiglia) | Candidato | [ 45 ]      |

### Influenza culturale
Il personaggio è stato oggetto di varie battute tra cui meme di Internet e una scenetta satirica del Saturday Night Live del 2012 (in cui Renner interpretava il personaggio), evidenziando l'assurdità di un normale arciere tra alieni, supersoldati e dei. È stato anche percepito come un personaggio "messo da parte" durante le sue apparizioni. Durante Avengers: Age of Ultron (2015), il personaggio di Occhio di Falco riconosce la cosa dicendo a Wanda: "la città sta volando, affrontiamo un esercito di robot... e io ho un arco e delle frecce. Nulla di tutto questo ha senso". Renner ha detto di apprezzare il fatto che sia più facile identificarsi con il personaggio di Barton, affermando: "Quando esco dal lavoro, tutto ciò che voglio fare è stare con la mia famiglia. E non avendo superpoteri, adoro il fatto che questo ragazzo abbia volontà e forza mentale che chiunque può avere ". Barton è passato dall'essere "il bersaglio di tutte le battute" ad uno dei personaggi più apprezzati dai fan ed un underdog.
Dopo essere stato escluso dalla campagna marketing di Avengers: Infinity War (2018), i fan sia di Renner sia del personaggio, così come coloro che hanno ridicolizzato le sue apparizioni di secondo piano, hanno attirato l'attenzione sulla sua assenza. Ciò è stato riconosciuto da Renner stesso su Instagram. Una petizione su change.org che chiedeva la sua promozione nel materiale promozionale del film ha ricevuto oltre mille firme. In un'intervista con io9 di Gizmodo, il produttore Kevin Feige ha affermato che, poiché ha attirato l'attenzione sul personaggio, credeva che la discussione "fosse una delle cose migliori che siano mai successe a Occhio di Falco". Il personaggio non è apparso in Infinity War, ma è stato nel cast principale del suo sequel, Avengers: Endgame (2019).
Nel 2019, un post satirico su Reddit in cui si confrontavano il rapporto tra le vittorie degli Avengers con Barton e senza di lui (dove in quest'ultimo caso hanno perso in tutte le battaglie), è diventato virale.